# هومر دابس
هومر دابس Homer H. Dubs (28 مارس 1892 – 16 أغسطس 1969) كان عالمًا في علم الصينيات وموسوعيًا أمريكيًا. 
على الرغم من أنه اشتهر بترجمته لأقسام كتاب هان لبان جو، إلا أنه نشر في مجموعة واسعة من المواضيع في التاريخ الصيني القديم وعلم الفلك والفلسفة.
نشأ في الصين وهو ابن لمبشر مسيحي، ثم عاد إلى الولايات المتحدة وحصل على درجة الدكتوراه. في الفلسفة (1925).و قام بالتدريس في جامعة مينيسوتا وكلية مارشال قبل أن يتولى مشروع ترجمة كتاب هان بناءً على طلب المجلس الأمريكي للجمعيات العلمية.
بعد ذلك، قام دابس بالتدريس في جامعة ديوك وجامعة كولومبيا ومدرسة هارتفورد . وفي عام 1947، انتقل دابس إلى إنجلترا لتولي كرسي اللغة الصينية في جامعة أكسفورد، والذي ظل شاغرًا منذ عام 1935. تقاعد عام 1959 وبقي في أكسفورد حتى وفاته عام 1969.